# Лугальбанда
Лугальбанда (шум.  «Младший (или юный) царь») — полулегендарный правитель древнего шумерского города Урука, правивший примерно в конце XXVIII века до н. э.
Из I династии Урука. До вступления на престол, согласно «Царскому списку», был пастухом. Из шумерского эпоса известен как герой, а из аккадского — как родовой бог Гильгамеша.
Он был одним из героических гонцов Эн-Меркара и его боевым соратником в борьбе с Араттой. Поскольку Лугальбанда является главным героем по меньшей мере двух эпических сказаний, он, скорее всего, был значимым правителем. И неудивительно, что к 2400 году до н. э., а возможно, и ранее, он был причислен к божествам шумерскими теологами и обрёл место в шумерском пантеоне. Ни «Царский список», ни эпические сказания не дают никакой информации о его политических и военных успехах, только о его участии в кампании Эн-Меркара против Аратты.
Согласно «Царскому списку» Лугальбанда якобы правил в Уруке после Эн-Меркара в течение 1200 лет.